# Luancheng
Luancheng, även romaniserat Lwancheng, är ett härad som lyder under Shijiazhuang i Hebei-provinsen i norra Kina.